# Frantz Heldenstein
Frantz lub François Heldenstein (ur. 15 maja 1892 w Colmar-Berg, zm. 27 marca 1975 w Luksemburgu) – luksemburski artysta, rzeźbiarz i architekt wnętrz. Srebrny medalista w Olimpijskim Konkursie Sztuki i Literatury w 1924.
Po medal sięgnął w dziedzinie rzeźby. Uhonorowano jego dzieło zatytułowane Vers l'Olympiade. Jego brat Willy był bobsleistą, olimpijczykiem z 1928 roku.